# Al-Najm al-Thaqib (misil)
El al-Najm al-Thaqib (árabe :النجم الثاقب, "estrella perforadora") es un sistema de misiles balísticos tácticos yemení desarrollado por los hutíes y revelado el 26 de mayo de 2015. Los hutíes afirmaron que estos misiles podrían violar el bloqueo impuesto por la ONU resolución 2216 impuesta por la Coalición Árabe. Los informes estadounidenses sugieren que este misil fue diseñado para atacar objetivos cercanos como Jizan sin gastar su cada vez menor stock de misiles de mayor alcance. Es algo similar a los misiles iraníes Oghab, sin embargo, carece de aletas. Todos los aeropuertos civiles de Jizan, Asir y Najran han estado cerrados debido al riesgo de ataques con misiles desde julio de 2015.